# Kanumarathon-Weltmeisterschaften 1996
Die 5. Kanumarathon-Weltmeisterschaften fanden am 24. und 25. August 1996 im schwedischen Vaxholm statt. Der austragende Verband war die ICF.
Die Länge der Strecke betrug 40 km.
Es wurden vier Wettbewerbe für Männer und zwei Wettbewerbe für Frauen ausgetragen. 

## Medaillengewinner

### Herren

#### Canadier
| Disziplin | Gold                                              | Zeit         | Silber                            | Zeit         | Bronze                                       | Zeit         |
| --------- | ------------------------------------------------- | ------------ | --------------------------------- | ------------ | -------------------------------------------- | ------------ |
| C1        | Dänemark Arne Nielsson                            | 2:58:42,87 h | Dänemark Karsten Scales           | 3:00:55,87 h | Ungarn Pál Pétervári                         | 3:01:23,05 h |
| C2        | Vereinigtes Königreich Stephen Train Andrew Train | 2:44:43,81 h | Ungarn Zsolt Bohács Istvan Gyulai | 2:50:19,12 h | Spanien Pedro Areal Bienvenido Pérez Dacosta | 2:51:21,01 h |

#### Kajak
| Disziplin | Gold                                              | Zeit         | Silber                               | Zeit         | Bronze                                                        | Zeit         |
| --------- | ------------------------------------------------- | ------------ | ------------------------------------ | ------------ | ------------------------------------------------------------- | ------------ |
| K1        | Australien Chadleigh Meek                         | 2:36:19,39 h | Irland Gary Mawer                    | 2:36:19,78 h | Portugal Rui Cancio                                           | 2:36:20,08 h |
| K2        | Vereinigtes Königreich Ivan Lawler Stephen Harris | 2:29:02,93 h | Schweden Magnus Skoldback Tim Krantz | 2:29:03,38 h | Spanien Jesús Martínez Villaverde Roberto Martínez Villaverde | 2:29:03,71 h |

### Damen

#### Kajak
| Disziplin | Gold                                      | Zeit         | Silber                                   | Zeit         | Bronze                          | Zeit         |
| --------- | ----------------------------------------- | ------------ | ---------------------------------------- | ------------ | ------------------------------- | ------------ |
| K1        | Schweden Susanne Gunnarsson               | 2:51:50,47 h | Vereinigtes Königreich Anna Hemmings     | 2:51:51,44 h | Niederlande Nicole Bulk         | 2:54:14,06 h |
| K2        | Schweden Susanne Gunnarsson Maria Haglund | 2:40:04,61 h | Deutschland Anett Schuck Ramona Portwich | 2:40:17,30 h | Ungarn Andrea Biro Agnes Erdodi | 2:40:55,04 h |

## Medaillenspiegel
| Rang   | Nation                 | Gold | Silber | Bronze | Gesamt |
| ------ | ---------------------- | ---- | ------ | ------ | ------ |
| 1      | Vereinigtes Königreich | 2    | 1      | 0      | 3      |
| 1      | Schweden               | 2    | 1      | 0      | 3      |
| 3      | Dänemark               | 1    | 1      | 0      | 2      |
| 4      | Australien             | 1    | 0      | 0      | 1      |
| 5      | Ungarn                 | 0    | 1      | 2      | 3      |
| 6      | Deutschland            | 0    | 1      | 0      | 1      |
| 6      | Irland                 | 0    | 1      | 0      | 1      |
| 8      | Spanien                | 0    | 0      | 2      | 2      |
| 9      | Niederlande            | 0    | 0      | 1      | 1      |
| 9      | Portugal               | 0    | 0      | 1      | 1      |
| Gesamt | Gesamt                 | 6    | 6      | 6      | 18     |